# Margaret Atwood
Margaret Eleanor Atwood (n. 18 noiembrie 1939, Ottawa, Ontario, Canada) este o scriitoare canadiană, poetă și critic literar de limbă engleză, laureată a premiului Booker în anul 2000.
Este autoare a numeroase volume de proză, eseuri și poezie. A câștigat în 2000 premiul Booker cu opera The Blind Assasin, fiind nominalizată pentru același premiu cu Cat's Eye și Alias Grace. Cel mai recent roman al său, Oryx and Crake, a fost nominalizat atât pentru premiul Booker, cât și pentru premiul Orange. 

## Cronologie
- 1939 — se naște la Ottawa, Ontario. Părinții săi, Carl Edmund Atwood și Margaret Killam Atwood, aveau deja un fiu (născut în 1937), iar mai apoi încă o fiică (1951).
- 1946–1961 — se mută cu familia la Toronto, unde tatăl este profesor de entomologie la Universitatea din localitate.
- 1952–1957 — absolvă liceul Leaside din Toronto și începe să scrie la 16 ani.
- 1957–1961 — studiază la Colegiul Victoria de la Universitatea din Toronto. Publică în Acta Victoriana, The Canadian Forum și The Strand. Absolvă facultatea de limba engleză, cu diploma de merit. Wawkshead Press îi publică prima culegere de poezii, Dubla Persefona.

## Traduceri în română
- Povestirea Cameristei - 2009, roman științifico-fantastic  (The Handmaid's Tale - 1985, a câștigat premiul Arthur C. Clarke)
- Femeia-oracol - 2009 (Lady Oracle - 1976))
- Galaad 2195 - 1995, traducere de  Monica Bottez
- Alias Grace - 1996

- Ochi-de-pisică - Editura Leda, 2008, traducere de Virgil Stanciu (Cat's Eye - 1988)
- Asasinul orb (The Blind Assassin, 2000)
- Mireasa hoțomană (The Robber Bride, 1993)
- Femeia comestibilă (The Edible Woman - 1969)
- Oryx și Crake (Oryx and Crake, 2003)
- Penelopiada (The Penelopiad, 2005)
- Salteaua de piatră. Nouă povești malițioase (Stone Mattress: Nine Tales, 2014)[41]